# Maria da Conceição Nobre Cabral
Maria da Conceição Nobre Cabral (, ) é uma política e diplomata guineense.
Maria foi nomeada ministra dos Negócios Estrangeiros, da Cooperação e das Comunidades a 18 de abril de 2007, como parte do governo do então primeiro-ministro da Guiné-Bissau, Martinho Ndafa Kabi, tendo exercido o cargo até 2009. Foi designada para o cargo pelo então presidente da República da Guiné-Bissau, João Bernardo Vieira.
Cabral foi casada com o antigo embaixador da Guiné-Bissau nos Estados Unidos.[carece de fontes?]